# María la Bailadora
María la Bailadora (« Marie la danseuse ») est une danseuse et soldat espagnol qui a participé à la bataille de Lépante en 1571. Elle est la seule femme soldat de la Sainte-Ligue à participer à cette bataille mentionnée dans les chroniques de l'époque. 

## Biographie
La première et unique mention de Maria provient des écrits de la bataille de Lépante.
Maria, déguisée en homme, s'engage dans l'armée, où elle sert dans une unité sous les ordres de Lope de Figueroa en tant qu'arquebusier,, afin d'accompagner son amant dans la guerre,,. Elle sert comme soldat à bord du Real, le navire amiral de la Sainte-Ligue.
Au cours de la bataille, après la collision de Real avec la galère Sultana (le navire amiral d'Ali Pasha) et l'abordage mutuel, Maria a combattu en première ligne,. Elle a sauté à bord de la Sultana et, selon les sources, a attaqué les soldats turcs avec une épée ou une pique à la main,,,.
Certaines sources suggèrent que le sexe de Marie n'a été révélé qu'après la victoire, mais selon d'autres, son identité sexuelle était déjà connue à bord, car il y avait très peu d'intimité sur les navires à l'époque et sa présence était un secret connu :

« Au premier rang se trouvait un jeune épéiste, capable et courageux, mais presque tout le monde, y compris Jean d'Autriche, savait qu'il s'agissait d'une femme, une jeune Andalouse nommée Maria qui avait embarqué avec la permission de Lope de Figueroa, à la suite de son amant. »

Marco Antonio Arroyo, soldat et témoin de la bataille, a publié en 1576 son œuvre Relación del Progreso de la Armada de la Santa Liga, où il mentionne María :

« Il y avait une Espagnole, Maria, surnommée « la danseuse », qui, se dépouillant de son habit et de sa crainte, se battait avec une arquebuse avec tant d'effort et d'adresse qu'elle ôtait la vie à de nombreux Turcs, et quand elle venait à affronter l'un d'eux, elle le tuait à coups de couteau. Pour cette raison, Don Juan lui fit une faveur particulière, et lui accorda une place parmi les soldats, comme il l'avait fait dans le tercio de Lope de Figueroa. »

Après la bataille, elle a été autorisée à rester dans l'unité et a reçu son salaire comme les autres soldats.
María la Bailadora est l'une des héroïnes du livre d'aventure Clash of Empires : The Red Sea de William Napier. 